# Hochhaus Hotel Bijou
Das Hochhaus „Hotel Bijou“ ist ein 1972 fertiggestelltes, 49,5 Meter hohes 16-geschossiges Hochhaus in der baden-württembergischen Stadt Lörrach. Das Hochhaus „Hotel Bijou“ steht im südlichen Teil des Stadtteils Stetten an der Hauptstraße nur wenige hundert Meter von der  Grenze zwischen Deutschland und der Schweiz. Zum Errichtungszeitpunkt war das Hochhaus nach dem Lörracher Rathaus das zweithöchste im Landkreis. Am Hochhaus verläuft die Bahnstrecke Weil am Rhein–Lörrach, deren Haltepunkt Dammstraße wenige Meter entfernt liegt.

## Nutzung und Beschreibung
Das Hochhaus war als Kombination aus Wohnhaus und Hotel gedacht. Als „Hotel Bijou“ wurde es jedoch nie genutzt. Zeitweise beherbergte der 14. Stock ein Restaurant, das 2012 zu einer großzügigen, privat genutzten, etwa 260 Quadratmeter großen Loftwohnung umgebaut wurde. Rund 50 Einraumwohnungen beherbergte das Wohnhochhaus in seiner Anfangszeit. Aktuell werden die unteren Geschosse des Hochhauses seit 2018 als Ferienapartments gewerblich angeboten.
Das Hochhaus weist einen generell rechteckigen Grundriss auf, der zur Nordseite durch einen im Grundriss ebenfalls rechteckigen Versorgungsschacht, der Aufzugsanlagenschacht und Treppenhaus beherbergt, aufgebrochen wird. Zur Südseite springt die hell gekachelte Fassade für eine durchgehende Balkonreihe in jedem Stockwerk zurück. Die dreigeteilte Balkonreihe hat zur Wohnungsseite große Fensterbänder. Die der Länge nach deutlich kürzeren Ost- und Westfassaden weisen nur kleine Fenster auf. Auf der Südseite auf Höhe des 14. und 15. Geschosses befindet sich die auffällige Leuchtreklameschrift „Hotel Bijou“. Auf der Nordfassade ist der Schriftzug „Hotel“ vertikal in Großbuchstaben angebracht. Das Hochhaus hat ein Flugdach, im Falle des Hochhauses Hotel Bijou handelt es sich um eine abschließende Betonplatte mit mittig angebrachter Aussparung, um die Versorgungstechnik des Hauses zu kaschieren.